# Convention de Vienne sur la succession d'États en matière de traités

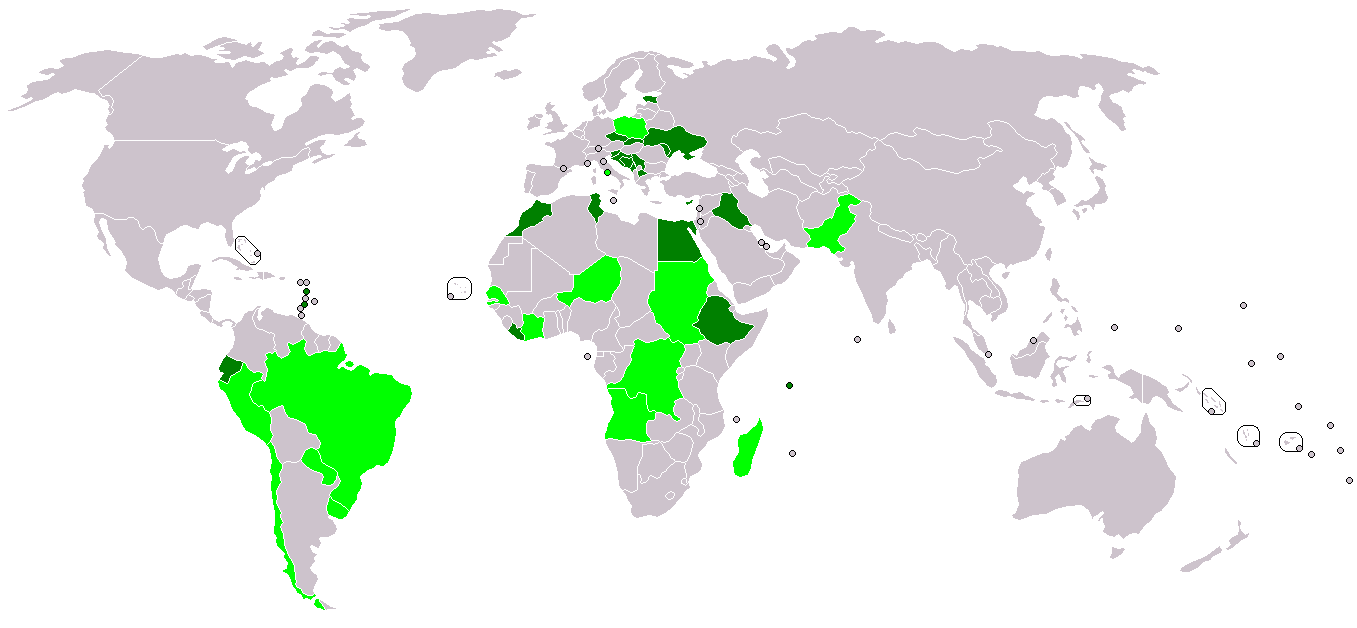
Vienna Convention on succession of States.png

La convention de Vienne de 1978 est un traité international.
Reprenant le droit coutumier, elle réglemente la succession d'États, et notamment le statut d'un nouvel état vis-à-vis des traités dont l'état prédécesseur était partie. Elle a été signée à Vienne le 22 août 1978. En vigueur depuis 1996, quand le nombre minimum d'adhérents (quinze) a été atteint. Ils ne sont actuellement (février 2019) que 23 : Bosnie, Brésil, Croatie, Chypre, République tchèque, République dominicaine, Équateur, Égypte, Estonie, Éthiopie, Irak, Liberia, Macédoine du Nord, Maroc, Moldavie, Monténegro, Saint-Vincent-et-les-Grenadines, Serbie, Seychelles, Slovaquie, Slovénie, Tunisie et Ukraine.
Notamment, les états membres permanents du conseil de sécurité de l'ONU ne l'ont ni signée, ni ratifiée. 